# S100A14
S100A14‏ (S100 calcium binding protein A14) هوَ بروتين يُشَفر بواسطة جين S100A14 في الإنسان.